# Ийасе
Ийасе — один из верховных титулов Бенинского царства, учреждённый обой (верховным правителем) Эведо во 2-й половине XIII или XIV века. Первоначально ийасе возглавлял специальный совет при обе и являлся блюстителем наследника бениского престола, позже стал ещё и лидером учрежденной в середине XV века особой титулованной страты «городских вождей» (эгхаэвбо н’оре), а с конца XVI века являлся ещё и главнокомандующим бенинскими войсками, раздавал титулы от имени обы и исполнял управленческие обязанности обы в периоды междуцарствия между смертью одного обы и коронацией другого. С XVII века носители этого титула находились в постоянном противоборстве с обой за фактическую верховную  власть над Бенинским государством. В 1947 году оба Акензуа II издал указ об упразднении титула ийасе.

## Учреждение титула
Учреждение титула и должности ийасе, согласно устной исторической традиции бини, стало одним из результатов правительственной реформы обы Эведо (правил около 1255—1280 или 1370—1400 годов), проведённой вскоре после его вступления на трон с целью укрепление царской власти. Эведо реорганизовал систему управления государством таким образом, что учреждённый его дедом Эвекой верховный совет бенинских вождей-выборщиков (узама н’ихинрон), стремившийся разделить с обой верховную власть над Бенином, лишился большинства своих властных полномочий. Эведо лишил членов узама н’ихинрон не только фактической возможности избирать нового обу, но и права раздавать титулы. После реформ Эведо выборами обы фактически занимались сами члены правящего клана, а «вожди-выборщики» лишь подтверждали их решение, после чего олиха (верховный жрец единого культа предков и глава узама н’ихинрон) проводил церемонию коронации нового обы. Таким образом, избирательные полномочия членов узама н’ихинрон приобрели исключительно ритуальный характер. В противовес узама н’ихинрон Эведо учредил первый институт всебенинских ненаследственных верховных вождей, получивший название эгхаэвбо н'огбе — «дворцовые вожди». В состав новой коллегии верховных вождей вошли главы родовитых семей Бенина, уступавших по знатности членам узама н’ихинрон — потомкам глав столичного протогородского вождества. Вместе с тем, Эведо учредил титул ийасе, носитель которого в дальнейшем возглавил особый совет при обе и стал выполнять функции блюстителя наследника престола.
Идея Эведо, в самом начале своего правления разгромившего поднявшую военный мятеж верхушку вождеской аристократии, заключалась в ослаблении военных позиций верховного совета узама н’ихинрон, трое из шести членов которого были военачальниками. Для решения этой задачи Эведо и учредил новый титул военного вождя — ийасе, которому передал существенную часть военных полномочий членов узама н’ихинрон, а также наделил его рядом административных полномочий. Обладатель титула ийасе, таким образом, не принадлежал к вождеской аристократии, был лично предан обе и исполнял одновременно военные и правительственные функции. Само слово ийасе является сокращением фразы «Ие-Она-Се-Ува» («Я создаю это, чтобы быть выше вас всех»). «Этот титул, — заключает бенинский хронист Эни Басими Эвека, занимавшийся фиксацией и анализом устной традиции бини, — с того момента приобрел приоритет над группой титулов узама».

## Возвышение и борьба за власть
Устная историческая традиция в интерпретации бенинских историков (в частности, Дж. У. Эгхаревбы и Э. Аизиена) повествует о том, что уже при внуке Эведо, обе Охене (правил около 1334—1370 или около 1430—1450 годов), ийасе по имени Эмузе предпринял попытку выйти из прямого подчинения монарху и принять непосредственное участие в борьбе разных группировок бенинских вождей за власть, которую они вели как между собой, так и против обы. Эмузе раскрыл страшную тайну Охена — после многих лет правления у обы парализовало ноги. Узнав об этом, он тут же оповестил народ о физической «неполноценности» Охена, прекрасно осознавая, что это приведёт к его свержению, поскольку по религиозно-политическим представлениям бини только физически здоровый человек мог быть верховным правителем и только физически «полноценный» оба мог обладать той сакральной силой, которая обеспечивала безопасность и процветание народа и могущество государства. В наказание за это Охен приказал убить Эмузе, но обезумевшие от гнева и страха за своё будущее бенинцы взбунтовались и насмерть забросали обу камнями. С тех пор во время главного ежегодного праздника угие эрха оба совершается ритуал, воспроизводящий столкновение между обой и простым народом. Бенинские историки пытаются доказать, что народ восстал против оба, стремясь защитить ийасе, однако другие исследователи (в частности, Д. М. Бондаренко, Н. Б. Кочакова) полагают, что главным побудительным мотивом восставших был первобытный страх того, что привычный мир вскоре погибнет из-за отсутствия у «неполноценного» обы божественной силы, в основе же конфликта лежала непрекращающаяся борьба между усиливающейся властью обы, с одной стороны, и властными амбициями членов узама н’ихинрон, ийасе и недворцовых титулованных вождей, частично выражавших интересы городской общины, с другой.
Сын Охена, оба Эвуаре Великий (правил около 1440—1472/1475 годов), чуть не пал жертвой заговора вождей, недовольных быстро растущей властью верховного правителя, после чего предпринял очередную правительственную реформу, стремясь опереться на новые силы в борьбе с вождями узама н’ихинрон и эгхаэвбо н’огбе. Для достижения этой цели Эвуаре не нашёл ничего лучшего, как учредить ещё одну категорию всебенинских титулованных вождей — эгхаэвбо н’оре («городские вожди»). Главой эгхаэвбо н’оре стал ийасе, на должность которого был назначен царский вольноотпущенник Идиагхе, пользовавшийся репутацией тихого, послушного, рассудительного человека. Ийасе Идиагхе был поставлен во главе командования бенинской армии, а чтобы придать ему ещё больше политического веса Эвуаре выдал за него свою старшую дочь (этим был создан важный прецедент — с тех пор старшая дочь обы всегда выдавалась замуж за ийасе, чем подчёркивалось его особое положение в системе государственной власти). Как гласит устная традиция бини, возвышая Идиагхе, Эвуаре стремился «избежать ненужных восстаний и противодействий, а также наслаждаться миром и безопасностью во время своего правления». Однако чаяниям Эвуаре не суждено было сбыться — как только Идиагхе возглавил «городских вождей», он тут же вышел из повиновения обе и активно включился в борьбу вождеских группировок за власть. Как отмечал Дж. У. Эгхаревба, «Эвуаре столкнулся с бо́льшим беспокойством, бо́льшим восстанием и бо́льшим сопротивлением со стороны своего собственного раба, чем он встретил бы со стороны любого обычного человека в этой стране». «Городские вожди» под руководством ийасе Идиагхе часто протестовали против политики обы и демонстрировали своё недовольство, время от времени отказываясь исполнять свои должностные обязанности и участвовать в дворцовых церемониях, что в некоторой степени дезорганизовывало деятельность дворца. Согласно устной традиции, в какой то момент Эвуаре не выдержал и в гневе провозгласил проклятие (или, точнее, пророчество), чтобы каждый последующий ийасе Бенина никогда бы не прекращал спорить с обой, после чего постановил, что нижняя челюсть каждого ийасе, начиная с Идиагхе, после его смерти должна быть доставлена обе.
Практически с момента своего учреждения страта «городских вождей» под предводительством ийасе вступила в борьбу с «дворцовыми вождями» (эгхаэвбо н'огбе) за влияние на обу, с одной стороны, и за власть над государством с самим верховным правителем, с другой (зачастую обе не удавалось сместить неугодных ему сановников из числа «городских вождей», пользующихся популярностью в народе). Как видим, ийасе с самого начала противопоставил себя монарху, пользуясь не только влиянием в «верхах», но и популярностью у членов столичной общины. По выражению Н. Б. Кочаковой, борьба обы с ийасе красной нитью проходит на всём протяжении бенинской истории. Нигерийский исследователь Аде Обайеми даже сделал такой вывод: «Дальнейшая роль ийасе как центральной фигуры оппозиции обе делает учреждение этой должности... поворотным пунктом бенинской истории», а историк-бини Филип Игбафе справедливо отмечал главную роль ийасе как противника верховного правителя: «...он, несомненно, был главным оппонентом обы, традиционно признанным в рамках бенинской политической системы. Он выступал народным заступником против непопулярных методов, мер и решений».
Заняв положение лидера эгхаэвбо н’оре, ийасе возглавил особый совет при обе и стал блюстителем наследника престола (эдайкена). С конца XVI — начала XVII века за ийасе закрепился пост главнокомандующего бенинскими войсками и полномочия по раздаче титулов от имени обы, которые Эведо в своё время отнял у членов узама н’ихинрон. Ийасе же объявлял о смерти обы и возглавлял траурную церемонию. В период между смертью одного обы и коронацией его преемника временным правителем Бенина также являлся ийасе (по некоторым данным, вместе со вторым по рангу военным вождём, эзомо). По мере того как оба и узама н’ихинрон фактически утрачивали свои властные полномочия, именно ийасе становился наиболее влиятельной фигурой в системе государственного управления, несмотря на оппозицию эгхаэвбо н'огбе. Политическое влияние ийасе ещё больше усилилось, когда к нему перешло руководство военными походами, целью которых был захват рабов для последующей продажи европейцам. В свою очередь, оба получил возможность удалять от себя неугодного ему ийасе: в случае победы ийасе не мог вернуться в Бенин, а должен был стать пожизненным правителем (огие) завоеванной области, продолжая при этом формально занимать должность ийасе.